# 紫陽花/螺旋階段
「紫陽花/螺旋階段」（あじさい/らせんかいだん）は、日本のバンド椿屋四重奏の1枚目のシングルである。2005年6月8日発売。発売元はUKプロジェクト/DAIZAWA RECORDS。

## 概要
- 初となるシングル。
- 通常盤と初回盤の二種リリース。初回盤にはライブDVDが付属。
- 「紫陽花」でミュージックステーションに、「螺旋階段」でポップジャムに出演。

## 収録曲

### CD
1. 紫陽花
作詞・作曲・編曲：中田裕二
2. 螺旋階段
作詞・作曲・編曲：中田裕二
3. 十色の風
作詞・作曲・編曲：中田裕二
4. 紫陽花（カラオケ）
5. 螺旋階段（カラオケ）

### DVD
1. 空中分解
2005年4月8日 SHIBUYA-AX「熱視線3～狂おしいほどじれったい～」

## 収録アルバム

### 紫陽花
- オリジナル『薔薇とダイヤモンド』（2005年9月14日）
- ベスト『RED BEST』（2008年3月19日）

### 螺旋階段
- オリジナル『薔薇とダイヤモンド』（2005年9月14日）
- ベスト『RED BEST』（2008年3月19日）

## タイアップ
- 紫陽花：映画「誰が心にも龍は眠る」主題歌/スペースシャワーTV2005年6月度POWER PUSH